# Грузины в Санкт-Петербурге
Грузины в Санкт-Петербурге — собирательное название грузин временно или постоянно проживающих в Санкт-Петербурге. Сегодня является 10-й крупнейшей диаспорой в Петербурге и одновременно одной из старейших, оставившей культурный след в городе.

## Численность
Динамика численности грузинского населения в городе Санкт-Петербург
| 1897 | 1926 | 1939 | 1959 | 1970 | 1979 | 1989 | 2002  | 2010 |
| ---- | ---- | ---- | ---- | ---- | ---- | ---- | ----- | ---- |
| 203  | 588  | 1640 | 1917 | 3798 | 4363 | 7804 | 10104 | 8274 |

## История
Первые грузины поселились в Санкт-Петербурге практически с начала его существования. Одним из ближних соратников Петра I выступал грузинский царевич Александр Арчилович Багратиони, принимающий участие в сражении за территорию будущего города. Первые постоянно проживающие грузины появились в городе в 10-20-х годах XVIII века. Это были преимущественно представители московской грузинской колонии. Российский генерал-фельдмаршал Миних описывал грузин, как «отважных и надёжных людей, отлично исполняющих свою службу». В 1812 году, во время Отечественной войны, в Петербурге был сформирован Грузинский гусарский полк.

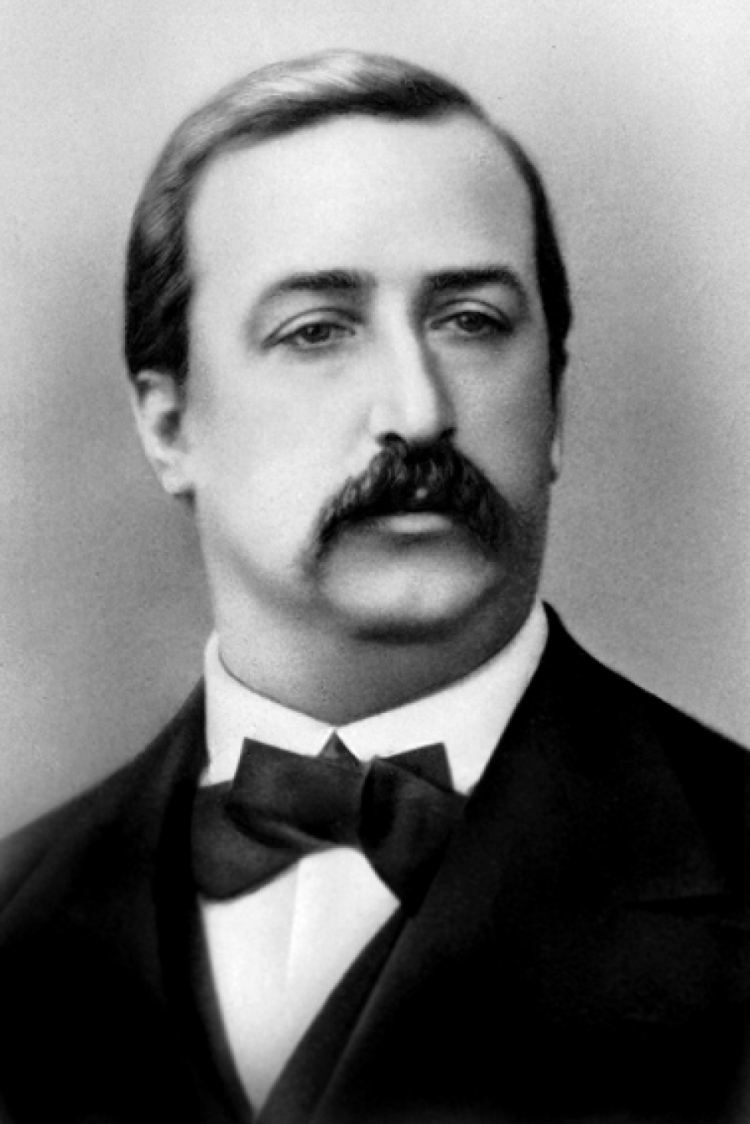
Александр Бородин, известный российский композитор и учёный. Является внебрачным сыном грузинского князя родом из Имеретии

После присоединения Грузии, в Петербург насильственного выселили представителей царской династии Багратиони и знати, чтобы предотвратить, возможное, их участие в восстановление грузинский государственности. Вместе с ними в город прибыли представители низших сословий. По примерным подсчетом 1830 года, в Петербурге проживало более 1000 грузин. Так сыновья последнего грузинского царя вели активную общественную деятельность; Теймураз Багратиони стал почётным членом российской академии наук. Иоанн Багратиони стал известным писателем и просветителем.
Среди других известных деятелей выделялись Дмитрий Цицианов, написавший один из первых русских учебников по геодезии, Пётр Романович Багратион, инженер и учёный, открывший способ извлечения золота из руд цианированием. Академики Нико Марр и Давид Чубинов занимавшихся изучением грузинских и кавказских языков, Иван Тарханов, исследующий функции центральной нервной системы и воздействия на сон  гипноза. Братья Макаевы, представители старинного рода Макашвили открыли самую успешную сеть ресторанов грузинской кухни в Петербурге. 
Грузины также были широко представлены в литературной и переводческой деятельности. Например известный поэт Николай Цертелев занимался изучением русского фольклора, а свой след оставил также поэт и издатель Пётр Шаликов, его дочь, Наталья Шаликова стала затем первой женщиной журналистом в России. После присоединения Грузии, значительная часть элиты и общественных деятелей, в том числе  представители культуры жили в Петербурге. В какой то момент предпринималась попытка начать выпускать журнал — «Иверский телеграф» на грузинском языке, но власть запретила эту инициативу. В кругу грузинский интеллигенции назревали националистические и сепаратистские настроения, например известный грузинский поэт Александр Чавчавадзе впоследствии присоединился к восстанию по возвращении в Грузию.
Многие Грузины прибывали в Петербург для получения образования, среди которых был Илья Чавчавадзе, известный культурный и общественный деятель и основатель Тбилисского университета. Часть грузинских семей оседала в городе, ассимилируясь в русское общество. В одной из таких семей родился композитор и учёный-химик Александр Бородин, среди других ассимилированных грузин выделялись Георгий Баланчин, выдающийся хореограф и Ираклий Андроников, известный писатель, литературовед и телеведущий.

### Советский период
К началу XX века в городе проживало уже примерно 6000 грузин. Революция и обретение Грузией независимости привели к массовому исходу грузин из Петербурга, а грузинская колония в Москве восстановила своё превосходство.
В отличие от многих других диаспор, ставших жертвами Сталинских репрессий, грузинская диаспора продолжала существовать в Ленинграде. Многие грузины связали свою карьеру к театром и кинематографом, например Олег Басилашвили или Темур Чхеидзе.
В эпоху перестройки связи с политическим кризисом в Грузии, многие люди эмигрировали в остальные регионы СССР, в том числе и Ленинград. Так диаспора быстро росла и достигла отметки в 7 800 человек Многие грузины были беженцами из Абхазии и находились в бедственном финансовом положении. В это же время появилась первая национальная грузинская организация «Иверия», которая в 1992 году реорганизовалась в землячество.

## Современность
Хотя формально в городе проживает 8274 грузин по итогам переписи население в 2010 году, в городе находится примерно 40,000 грузин, занятых в разных рабочих сферах. Современную грузинскую диаспору можно условно делить на 2 категории, тех, кто приехал в Ленинград в XX веке для получения образования. В результате эти люди стали частью грузинский интеллигенции и в самом Петербурге имеют почётные профессии; врачи, физики и математики. Другая часть диаспоры состоит из беженцев из Абхазии, прибывших в город в 1993 году, они как правило связаны с менее престижными профессиями.
По словам Бадри Какабадзе, генеральнoого директора ОАО «Петрохолод» и общественного деятеля, напряженные отношения между Россией и Грузией, не затронули грузинскую диаспору в Петербурге благодаря грамотной политике Петербургских властей, пресекающих любые попытке национального трения. Московской же диаспоре по мнению Какабадзе в этом плане не повезло.
В последние годы, грузинами было открыто в городе множество ресторанов с грузинский кухней, также в городе появляется всё больше магазинов грузинских дизайнерских брендов.
Сегодня в Петербурге действует церковь Шестоковской иконы Божией Матери, ставшей одним из центров грузинской православной общины. После восстановления и освящения церкви в 2002 году, большинство её прихожан принадлежали к грузинский общине, после чего было решено проводить богослужения на русском и грузинском языках. Сегодня в церкви находятся иконы и произведения церковного искусства, созданные грузинскими иконописцами, при церкви также есть ансамбль грузинских национальных песен и танцев. Также по инициативе диаспоры на пересечении улицы Руставели и проспекта Просвещения был установлен памятник Шота Руставели.